# Dardurus agrestis
Espèce
Dardurus agrestis est une espèce d'araignées aranéomorphes de la famille des Amaurobiidae.

## Distribution
Cette espèce est endémique du Queensland en Australie. Elle se rencontre vers Black Duck Creek.

## Description
La carapace de la femelle holotype mesure 1,30 mm de long sur 0,88 mm et l'abdomen 1,48 mm de long sur 1,00 mm.

## Publication originale
- Davies, 1976 : Dardurus, a new genus of amaurobiid spider from eastern Australia, with descriptions of six new species. Memoirs of the Queensland Museum, vol. 17, p. 399-411 (texte intégral).